# 杨千河乡
杨千河乡，是中华人民共和国山西省朔州市右玉县下辖的一个乡镇级行政单位。

## 行政区划
杨千河乡下辖以下地区：
杨千河村、新庙子村、周二堡村、火烧滩村、二道梁村、西榆林村、陆家庄村、曹家堡村、双扣子村、道阳村、铁山堡村、新坊村、小蒲州营村、西魏家堡村、北崔家窑村、金牛庄村、黑土窑村、南崔家窑村、刘贵窑村、黄家窑村和后窑村。